# Entylomella
Entylomella är ett släkte av svampar. Entylomella ingår i familjen Entylomataceae, ordningen Entylomatales, klassen Exobasidiomycetes, divisionen basidiesvampar och riket svampar.
|             | Entyloma                              |
|             |                                       |
| Entylomella | \| \| Entylomella geranii \| \| \| \| |
|             | \| \| Entylomella geranii \| \| \| \| |
|             | Entylomella geranii                   |
|             |                                       |

|  | Entylomella geranii |
|  |                     |